# 普渡阐述者报
普渡阐述者报（英語：The Exponent）是美国普渡大学的一份独立学生校报，创办于1889年12月15日。
1975年起，普渡阐述者报改为免费发放。2017年起，该报由日报（每周五次）改版为每周两报（周一和周四）。
曾有数位学生时期任职于普渡阐述者报的学生，在之后的职业生涯中获得了普利策奖。其中包括了：
- Ginger Thompson（英语：Ginger Thompson）：曾任普渡阐述者报主筆。2001年普利策国内报道奖（英语：Pulitzer Prize for National Reporting），《纽约时报》团队[6][7]
- Ken Armstrong (journalist)（英语：Ken Armstrong (journalist)）：曾任普渡阐述者报总编辑。2010年普利策突发新闻报道奖（英语：Pulitzer Prize for Breaking News Reporting），2012年普利策调查报道奖（英语：Pulitzer Prize for Investigative Reporting），2015年普利策突发新闻报道奖（英语：Pulitzer Prize for Breaking News Reporting），2016年普利策释义报道奖（英语：Pulitzer Prize for Explanatory Reporting）[8][9][10]